# Ek'a T'q'eshelashvili
Ek'at'erine T'q'eshelashvili detta Ek'a (in georgiano ეკატერინე? o ეკა ტყეშელაშვილი?; 23 maggio 1977) è un avvocato e politica georgiana.
Tra il 2004 e il 2012 ha ricoperto diverse cariche rilievo all'interno del governo della Georgia, ed in particolare è stata ministro della giustizia, ministro degli affari esteri, segretario del Consiglio di sicurezza nazionale, vice primo ministro e ministro di Stato per la reintegrazione durante i mandati del presidente Mikheil Saak'ashvili.

## Biografia

### Primi anni
Ek'at'erine, spesso abbreviato in Ek'a, T'q'eshelashvili, è nata il 23 maggio 1977 a Tbilisi, allora capitale della Repubblica Socialista Sovietica Georgiana (oggi Georgia).
 Si è laureata nel 1999 alla Facoltà di Diritto internazionale e relazioni internazionali dell'Università statale di Tbilisi e ha conseguito un LL.M in diritto internazionale presso la Notre Dame Law School situata a Notre Dame negli Stati Uniti.  
Tra il 1997 e il 1999 ha lavorato come specialista capo del Centro per la ricerca e l'analisi della politica estera presso il Ministero degli affari esteri della Georgia, e tra il 1998 e il 2000 ha lavorato come avvocato per il Comitato internazionale della Croce Rossa.

Tra il 1 giugno e il 1 novembre 2001 ha lavorato con il Comitato degli avvocati per i diritti umani a New York, e tra il 1 dicembre 2002  il 1 maggio 2003 è stata stagista presso la sede dell'Aia del Tribunale penale internazionale per l'ex-Jugoslavia. Tra il 1 maggio 2002 e il 1 febbraio 2004 è stata vice direttore di IRIS Georgia, la sede locale di un progetto nato dalla cooperazione tra l' U.S. Agency for International Development (USAID) e un centro ricerche dell'Università del Maryland - College Park per studiare e promuovere istituzioni migliori e riforme istituzionali.

### Carriera politica

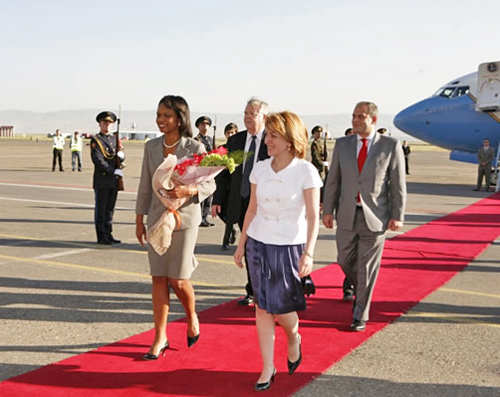
T'q'eshelashvili insieme a Condoleezza Rice durante la visita in Georgia di Rice nel luglio 2008

A partire dal 2004 T'q'eshelashvili ha iniziato a ricoprire diversi incarichi governativi. Il 1 febbraio 2004 è stata nominata vice ministro della giustizia, carica che ha ricoperto fino al 1 settembre dell'anno successivo, quando è stata nominata vice ministro degli affari interni.

A partire dal 1 maggio 2006 è stata presidente della Corte d'Appello di Tbilisi, e il 1 agosto 2007 è stata nominata ministro della giustizia, ricoprendo tale carica fino a 1 febbraio dell'anno successivo. Il 1 febbraio 2008 è stata nominata nominata procuratore generale della Georgia, prima donna a ricoprire tale carica.
Il 5 maggio 2008, in seguito ad un rimpasto di governo ad opera dell'allora primo ministro Lado Gurgenidze, è stata nominata nuovo ministro degli affari esteri, succedendo a Davit Bakradze. In precedenza l'unica altra donna ad avere ricoperto tale incarico era stata Salomé Zourabichvili, ministro tra il 2004 e il 2005. Durante il suo mandato ha sostenuto l'ammissione della Georgia alla NATO.
A dicembre 2008 è stata rimossa dall'incarico di ministro degli affari esteri, dopo la nomina di Grigol Mgaloblishvili come nuovo primo ministro e un successivo rimpasto di governo, a seguito del peggioramento dei rapporti tra Georgia e Russia e alla seconda guerra in Ossezia del Sud dell'agosto dello stesso anno.
A dicembre dello stesso anno è stata quindi nominata segretario del Consiglio di sicurezza nazionale, carica che ha ricoperto fino a novembre 2010.
Tra il novembre 2010 e il novembre 2012 ha ricoperto la carica di ministro di Stato per la reintegrazione e di vice primo ministro della Georgia.
In seguito è stata presidente dell'Istituto georgiano di studi strategici, insegnante alla Scuola civile e politica di Kiev e all'Università del Mar Nero a Tbilisi, e responsabile dell'Iniziativa europea anticorruzione in Ucraina EUACI.

### Vita privata
T'q'eshelashvili è sposata e ha due figli. Oltre al georgiano parla inglese, russo e francese.